# 神沢利子
神沢 利子（かんざわ としこ、本名・古河トシ 1924年1月29日 - ）は、日本の児童文学作家。

## 来歴・人物
福岡県戸畑市に生まれる。6人兄妹の5番目。炭鉱技師だった父親の転勤により東京、北海道、樺太へと移り住む。1936年、樺太庁豊原高等女学校に入学。
1937年の夏に上京し、自由学園普通科を経て、1940年に文化学院美術部へ入学。のち同文学部に転部する。1943年、文化学院文学部を卒業。在学中に佐藤春夫に師事する。1944年に結婚し西宮市に移り住む。二女を産んだあと、逗子、横浜市に移る。
1958年、『タンポポのうた』でデビュー。1960年、『ちびっこカムのぼうけん』を雑誌に連載、翌年単行本として出版され、サンケイ児童出版文化賞推薦となる。1965年以降、本格的創作活動に入り、数多くの児童文学作品を刊行する。1975年、『あひるのバーバちゃん』で産経児童出版文化賞、1977年、『流れのほとり』で日本児童文芸家協会賞、1979年、『いないいないばあや』で日本児童文学者協会賞、野間児童文芸賞、1981年、『ゆきがくる?』、1989年、『おやすみなさいまたあした』で産経児童出版文化賞、1990年、『タランの白鳥』で産経児童出版文化賞大賞を受賞する。1992年、『おめでとうがいっぱい』で日本童謡賞、1996年、『神沢利子コレクション』に纏められた一連の業績で路傍の石文学賞、モービル児童文化賞、巖谷小波文芸賞を受賞する。2004年、『鹿よ おれの兄弟よ』で小学館児童出版文化賞、2005年、同作で講談社出版文化賞を受賞する。
初期の代表作として『いたずらラッコのロッコ』『くまの子ウーフ』『銀のほのおの国』『そりになったブナの木』などがある。2006年、エッセイ集『同じうたをうたい続けて』を刊行。児童文学界の長老の一人である。
「子どもの本・九条の会」代表団員を務めている。
2024年1月に100歳を迎えた。

## 著作
- 『タンポポのうた』（笠原八重子絵、麦書房〈雨の日文庫〉） 1958年。全国書誌番号:45026567
- 『ちびっこカムのぼうけん』（山田三郎絵、理論社） 1961、のち角川文庫

1976年に人形アニメとして映画化
- 『しあわせの花』（丸木俊絵、理論社） 1965
- 『ヌーチェのぼうけん』（赤羽末吉絵、理論社） 1966
- 『ふしぎなこもりうた』（瀬川康男絵、小峰書店） 1966
- 『なしとりきょうだい』（ポプラ社） 1967
- 『つるにょうぼう』（井口文秀絵、ポプラ社） 1967
- 『シューベルト』（国土社） 1968
- 『フライパンが空をとんだら』（大日本図書） 1968
- 『ふらいぱんじいさん』（堀内誠一絵、あかね書房） 1969 - ミリオンセラー
- 『おばあさんのスプーン』（富山妙子絵、福音館書店） 1969
- 『それからくまさん』（小峰書店） 1969
- 『うさぎのモコ』（新日本出版社） 1970
- 『はらぺこおなべ』（あかね書房） 1970
- 『ヌーチェの水おけ』（ポプラ社） 1970
- 『はねるのだいすき』（偕成社） 1970
- 『はけたよはけたよ』（にしまきかよこ絵、偕成社） 1970
- 『こぶたのブウタ』（神沢利子作・え、理論社〈どうわの本棚〉） 1971
- 『おばあさんだいすき』（ポプラ社） 1971
- 『雪の絵本』（三笠書房、1971年 / 講談社文庫、1979年）
- 『銀のほのおの国』（堀内誠一画、福音館書店、1972年 / 講談社文庫、1976年 / 福武書店〈福武文庫〉、1991年 / 福音館文庫、2003年）
- 『ねずみのはととりかえっこ』（国土社） 1972
- 『むぎわらのうた』（実業之日本社） 1972、のちフォア文庫
- 『雲のさぶろう』（文研出版） 1973
- 『パパがくまになるとき』（岩村和朗画、あかね書房） 1973
- 『マナちゃんとくまとりんごの木』（金の星社） 1973
- 『そりになったブナの木』（国土社） 1974
- 『はらぺこたまごがさらわれた』（長新太絵、学習研究社） 1974
- 『ねこのかいぎ』（日本放送出版協会〈NHKおはなしシリーズ〉） 1974
- 『さるとかに』（赤羽末吉絵、銀河社〈銀河社の創作絵本〉1974年 / BL出版、2017年）
- 「ちちとぴぴのりょこう」（教育出版、国語教科書 昭和49年度 小学1年生） 1974[7]
- 『おかしなまいご』（太平出版社） 1975
- 『うたうすいか』（ポプラ社） 1975
- 『ぽっぷのしっぽ』（偕成社） 1975
- 『いたずらタンタのアルバイト』（小学館） 1976
- 『流れのほとり』（瀬川康男絵、福音館書店） 1976、のち福音館文庫
- 『大きなけやき』（国土社） 1976
- 『ちびのめんどり』（佐野洋子絵、講談社〈講談社の幼年創作童話〉）1976
- 『あたしのあかいうま』（文研出版） 1977
- 『キミちゃんとかっぱのはなし』（田畑精一絵、ポプラ社） 1977
- 『チコとゆきのあひる』（ポプラ社） 1977
- 『め・め・めみつけた』（小学館） 1977
- 『こねこのルナ』（ポプラ社） 1978
- 『うみからきた子』（PHP研究所） 1978
- 『ぼうしぼうしぼうし』（佼成出版社） 1978
- 『いないいないの国へ』（斎藤真一絵、童心社） 1978
- 『いないいないばあや』（平山英三絵、岩波書店） 1978、のち岩波少年文庫
- 『こねこちゃんはどこへ』（福音館書店） 1978
- 『林檎の木のうた』（大島哲以絵、童心社） 1979
- 『きねことねねことくもねこちゃん』（サンリード） 1979
- 『お月さん舟でおでかけなされ』（赤羽末吉絵、童心社） 1980
- 『のはらのひなまつり』（金の星社） 1980
- 『ぽとんぽとんはなんのおと』（平山英三絵、福音館書店） 1980
- 『とんでったとんでった』（PHP研究所） 1981
- 『ぼくのぱん わたしのぱん』（林明子絵、福音館書店〈かがくのとも傑作集〉） 1981
- 『スプーンのくにのこびとのプン』（小学館） 1981
- 『あなじゃくしのおたまちゃん』（佐野洋子絵、サンリード） 1981
- 『わたしのおうち』（あかね書房） 1982
- 『こぶたにまたがりかいぞくじまへ』（宮本忠夫絵、小学館） 1982
- 『とんでいったおなべ』（ひさかたチャイルド） 1982
- 『かえるのグルちゃん』（佼成出版社） 1982
- 『ねこのかいぎ』（西川おさむ絵、ポプラ社文庫） 1982
- 『タンタとペタコと海のともだち』（理論社） 1983
- 『うすむらさきの花の下は?』（大日本図書） 1983
- 『ゆうくんとぼうし』（サンリード） 1983
- 『かくれんぼ』（偕成社） 1983
- 『おべんとうを たべたのだあれ』（柿本幸造絵、ひさかたチャイルド） 1983
- 『うさぎのギイ』（ポプラ社） 1984
- 『おめんかぶってのはらをゆけば』（和歌山静子絵、学習研究社） 1984
- 『かなちゃんゆーらりゆーらりこ』（偕成社） 1984
- 『もじゃもじゃあたまのナナちゃん』（西巻茅子絵、偕成社） 1985
- 『空色のたまご』（東逸子絵、偕成社） 1985
- 『いってらっしゃーいいってきまーす』（林明子絵、福音館書店） 1985
- 『てんのくぎをうちにいったはりっこ』（堀内誠一絵、福音館書店〈こどものとも〉） 1985
- 『なきうさぎのナッコ』（童話屋） 1986
- 『えぞまつ』（福音館書店〈かがくのとも傑作集〉） 1986
- 『あらどこだ』（長新太絵、国土社〈しのえほん〉） 1987
- 『たまごのあかちゃん』（やぎゅうげんいちろう絵、福音館書店〈年少版・こどものとも〉） 1987
- 『ぞうの子バーブ』（新学社） 1988
- 『おやすみなさいまたあした』（のら書店） 1988
- 『タランの白鳥』（大島哲以絵、福音館書店〈福音館創作童話シリーズ〉） 1989年。 / 福音館文庫、2007年。
- 『おめでとうがいっぱい』（西巻茅子絵、のら書店） 1991
- 『ねこちゃん』（ポプラ社〈神沢利子・和歌山静子の絵本1〉） 1991
- 『たぬきのたんちゃん』（ポプラ社〈神沢利子・和歌山静子の絵本2〉） 1991
- 『となりのモリタ』（片山健絵、クレヨンハウス） 1993
- 『やさい町どんどん』（スズキコージ絵、福音館書店） 1994
- 『くまのこまこちゃん』（のら書店） 1994
- 『こねこちゃんは どこへ』（長新太絵、架空社） 1994
- 『おっとせいおんど』（あべ弘士絵、福音館書店〈こどものとも傑作集〉） 1995
- 『まこちゃんともりのおくりもの』（片山健絵、のら書店） 1996
- 『神話とのつながり 175篇のメッセージ』（鶴見俊輔・西成彦共著、熊本子どもの本の研究会） 1997
- 『おばあさんになるなんて』（晶文社） 1999
- 『あの木あの花ゆめの種子』（フレーベル館） 1999
- 『もりへいったすとーぶ』（片山健絵、ビリケン出版） 1999
- 『いいことってどんなこと』（片山健絵、福音館書店〈こどものとも傑作集〉） 2001
- 『ここよここよ』（福音館書店） 2003
- 『てんのくぎをうちにいったはりっこ』（堀内誠一絵、福音館書店〈こどものとも傑作集〉） 2003
- 『まおちゃんのうまれたひ』（加藤チヤコ絵、のら書店） 2003
- 『天の橇がゆく』（宇野亜喜良絵、福音館書店） 2003
- 『鹿よおれの兄弟よ』（G・D・ハヴリーシン絵、福音館書店） 2004
- 『ゴリラのりらちゃん』（あべ弘士絵、ポプラ社） 2005
- 『同じうたをうたい続けて』（晶文社） 2006
- 『詩集 立たされた日の手紙』（宇野亜喜良絵、理論社） 2008
- 『ブンブン ガタガタ ドンドンドン』（田畑精一絵、のら書店） 2009
- 『ゴリラのごるちゃん』（あべ弘士絵、ポプラ社〈ポプラちいさなおはなし〉） 2010
- 『TOSHIKOらくがき帳』（絵と文も神沢利子、ぶんしん出版） 2011
- 『やさいのともだち』（石倉ヒロユキ絵、チャイルド本社、2012年）
- 『句集 冬銀河』（絵本屋こども冨貴堂、2023年） ISBN 978-4-87037-090-6
- 『ねんねんよう』（鎌田暢子絵、福音館書店、2025年）

### 「いたずらラッコのロッコ」
- 『いたずらラッコのロッコ』（長新太絵、あかね書房〈日本の創作児童文学選〉） 1968、のち講談社文庫
- 『いたずらラッコとおなべのほし』（あかね書房〈あかね創作えほん 17〉） 1973

### 「くまのこウーフ」
- 『くまの子ウーフ』（井上洋介絵、ポプラ社） 1969、のち講談社文庫
- 『続・くまの子ウーフ』 (ポプラ社、こども童話館9) 1984
- 『くまの子ウーフ』（ポプラ社、くまのこウーフの童話集1）
- 『こんにちはウーフ』（ポプラ社、くまのこウーフの童話集2）：上掲『続・くまの子ウーフ』の改題
- 『ウーフとツネタとミミちゃんと』（ポプラ社、くまのこウーフの童話集3）
- 『さかなには なぜしたがない』（ポプラ社、くまの子ウーフのおはなし 1）
- 『おかあさん おめでとう』（ポプラ社、くまの子ウーフのおはなし 2）
- 『ウーフとツネタとミミちゃんと』（ポプラ社、くまの子ウーフのおはなし 3）
- 『おひさま はだかんぼ』（ポプラ社、くまの子ウーフのおはなし 4）
- 『ぴかぴかのウーフ』（ポプラ社、くまの子ウーフのおはなし 5）
- 『おかあさんおめでとう』 (ポプラ社、くまの子ウーフの絵本 1)
- 『さかなにはなぜしたがない』 (ポプラ社、くまの子ウーフの絵本 2)
- 『ぶつぶついうのだあれ』 (ポプラ社、くまの子ウーフの絵本 3)
- 『お月さんはきつねがすき』 (ポプラ社、くまの子ウーフの絵本 4)
- 『お日さまは はだかんぼ』（ポプラ社、くまの子ウーフの絵本 5）
- 『くまの子ウーフのかいすいよく』（ポプラ社、くまの子ウーフの絵本 6）
- 『あかいそりにのったウーフ』（ポプラ社、くまの子ウーフの絵本 7)
- 『まいごのまいごのフーとクー』（ポプラ社、くまの子ウーフの絵本 8)
- 『ウーフはあかちゃんみつけたよ』（ポプラ社、くまの子ウーフの絵本 9)
- 『ぴかぴかのウーフ』（ポプラ社、くまの子ウーフの絵本 10）
- 『くまの子ウーフ ゆきのあさ』 (ポプラ社、絵本のひろば 10)  1975
- 『くまの子ウーフ ミミちゃんといっしょ』 (ポプラ社、ポプラ社の小さな童話 79)
- 『くまの子ウーフ ミミちゃんのみみ (ポプラ社、ポプラ社の小さな童話 90)
- 『くまの子ウーフ おつかいかぞえうた』 (ポプラ社、ポプラ社の小さな童話 100)
- 『くまの子ウーフのたからもの』（広瀬弦絵、ポプラ社、ポプラ社の絵本）　2022

### 「あひるのバーバちゃん」シリーズ
- 『あひるのバーバちゃん』（山脇百合子絵、偕成社） 1974
- 『バーバちゃんのおみまい』（山脇百合子絵、偕成社） 1975
- 『バーバちゃんと とんできたぼうし』（山脇百合子絵、偕成社） 1978
- 『バーバちゃんのおきゃくさま』（山脇百合子絵、偕成社） 1980

### 「うさぎのモコのおはなし」
- 『つかまらないつかまらない』（渡辺洋二絵、 新日本出版社、うさぎのモコのおはなし1） 1992
- 『とっくたっくとっくたっく』 (渡辺洋二絵、新日本出版社、うさぎのモコのおはなし2） 1993
- 『うさぎのたまごは夕やけいろ』 (渡辺洋二絵、新日本出版社、うさぎのモコのおはなし3） 1993
- 『いちごがうれた』 (渡辺洋二絵、新日本出版社、うさぎのモコのおはなし4） 1994

### 「神沢利子コレクション」
- 「神沢利子コレクション」全5巻（あかね書房） 1994
  1. 『毛皮をきたともだち』
  2. 『とおくへ!』
  3. 『おなべの星と天のくぎ』
  4. 『おはなしバスケット』
  5. 『空色のたまごは』

## 作詞
- ハンカチさん ちりがみさん（大中恩作曲）
- かたぐるま（服部正作曲）
- あたまの上に空（小林亜星作曲） - 第56回NHK全国学校音楽コンクール小学校の部課題曲
- あらどこだ（越部信義作曲）
- 立たされた日の手紙（福井武雄作曲）- 同名詩集より合唱曲として歌われた